# Jack O'Connell (acteur)
Jack O'Connell (Derby, 1 augustus 1990) is een Brits acteur.
O'Connell speelde onder meer Pukey Nicholls in This Is England,  Marky in Harry Brown, James Cook in Skins en Louis Zamperini in Unbroken.

## Filmografie
| Jaar           | Film of tv-programma        | Rol                     | Opmerkingen |
| -------------- | --------------------------- | ----------------------- | ----------- |
| 2005           | Doctors                     | Connor Yates            |             |
| 2005           | The Bill                    | Ross Trescot            |             |
| 2006           | This Is England             | Pukey Nicholls          |             |
| 2007           | Waterloo Road               | Dale Baxter             |             |
| 2007           | Holby City                  | Davey Hunt              |             |
| 2007           | Wire in the Blood           | Jack Norton             |             |
| 2008           | Eden Lake                   | Brett                   |             |
| 2009           | Wuthering Heights           | Shepherd Lad            |             |
| 2009–2010 2013 | Skins                       | James Cook              |             |
| 2009           | Harry Brown                 | Marky                   |             |
| 2010           | Dive                        | Robert Wisley           |             |
| 2011           | United                      | Bobby Charlton          |             |
| 2011           | The Runaway                 | Eamonn Docherty         |             |
| 2011           | Weekender                   | Dylan                   |             |
| 2011           | Shelter                     | Charlie                 | Korte film  |
| 2011           | The Somnambulists           | Man 10                  |             |
| 2012           | Private Peaceful            | Charlie Peaceful        |             |
| 2012           | Tower Block                 | Kurtis                  |             |
| 2012           | The Liability               | Adam                    |             |
| 2013           | Starred up                  | Eric                    |             |
| 2014           | Unbroken                    | Louis Zamperini         |             |
| 2014           | '71                         | Gary Hooks              |             |
| 2016           | Money Monster               | Kyle Budwell            |             |
| 2017           | Godless                     | Roy Goode               |             |
| 2017           | The Man with the Iron Heart | Jan Kubiš               |             |
| 2017           | Tulip Fever                 | Willem Brok             |             |
| 2018           | Trial by Fire               | Cameron Todd Willingham |             |
| 2019           | Seberg                      | Jack Salomon            |             |
| 2019           | Jungleland                  | Walter “Lion” Kaminski  |             |
| 2021           | Little Fish                 | Jude Williams           |             |
| 2022           | Lady Chatterley's Lover     | Oliver Mellors          |             |
| 2023           | Ferrari                     | Peter Collins           |             |
| 2024           | Back to Black               | Blake Fielder-Civil     |             |
| 2025           | Sinners                     | Remmick                 |             |
| 2025           | 28 Years Later              | Sir Lord Jimmy Crystal  |             |

## Prijzen en nominaties
| Jaar | Prijs                 | Categorie           | Genomineerde(n) | Uitslag  |
| ---- | --------------------- | ------------------- | --------------- | -------- |
| 2014 | Hollywood Film Awards | New Hollywood Award | Jack O'Connell  | Gewonnen |

- Bibsys: 14044256
- Bibliothèque nationale de France: cb16948672t (data)
- Gemeinsame Normdatei: 1060350149
- International Standard Name Identifier: 0000 0004 3994 1940
- Library of Congress Control Number: no2010139827
- Nationale Bibliotheek van Tsjechië: xx0217968
- Nationale Bibliotheek van Israël: 987011827770605171
- Nederlandse Thesaurus van Auteursnamen: 380441284
- Système universitaire de documentation: 160982553
- Virtual International Authority File: 311444934
- WorldCat: E39PBJrwWpRGG4yrffJhT4CJDq